# Madison Dearborn Partners
Madison Dearborn Partners, LLC är ett amerikanskt riskkapitalbolag som investerar i företag som verkar i branscherna för finansiella tjänster, företagsservice, hälso- och sjukvård, industri, informationsteknik och telekommunikation. De förvaltar ett kapital på $23 miljarder för år 2018.
Företaget grundades 1992 av Nick Alexos, John Canning Jr., Paul Finnegan och Samuel M. Mencoff, alla var anställda på venturekapitalavdelningen hos bankkoncernen First Chicago Corporation. Idag är alla utom Alexos kvar inom MDP.
De har sitt huvudkontor i Chicago i Illinois.